# David Hamed
David Hamed est un footballeur français né le 2 janvier 1974 à Marseille. Il évoluait au poste de défenseur latéral.
Il a joué 142 matchs en Ligue 1 (2 buts d'inscrits). Il a joué 4 matchs de Coupe de l'UEFA avec Troyes (1 but d'inscrit).
En février 2002, il est candidat au BEES 1er degré, mais ne l'obtient pas.

## Carrière
- Montpellier HSC (équipe réserve)
- 1994-1996 :  FC Istres (D3)
- 1996-1998 :  Amiens SC (D2)
- 1998-2003 :  ES Troyes AC (D2 & D1)
- 2003-2006 :  FC Istres (D2 & D1)
- 2006- janvier 2007 :  CS Sedan-Ardennes (D1)
- janvier 2007-2008 :  Amiens SC (D2)
- 2008-2009 : libre
- 2009-2010 :  Amiens SC (D3)[3]